# Base de données des plantes vasculaires du Canada
 (juin 2023).
Si vous disposez d'ouvrages ou d'articles de référence ou si vous connaissez des sites web de qualité traitant du thème abordé ici, merci de compléter l'article en donnant les références utiles à sa vérifiabilité et en les liant à la section « Notes et références ».
La Base de données des plantes vasculaires du Canada (VASCAN) est une base de données en ligne qui fait la liste complète des plantes vasculaires signalées au Canada, au Groenland et à Saint-Pierre-et-Miquelon, fondée sur les publications disponibles. VASCAN possède 1 404 341 enregistrements.